# Långtjärnen (Föllinge socken, Jämtland, 707347-142090)
Långtjärnen är en sjö i Krokoms kommun i Jämtland och ingår i Indalsälvens huvudavrinningsområde.